# Лугове (Іларіонівська селищна громада)
Лугове́ — село в Україні, у Синельниківському району Дніпропетровської області. Входить до складу Іларіонівської селищної громади.  Населення за переписом 2001 року становить 18 осіб. Колишній орган місцевого самоврядування — Дерезуватська сільська рада.
19 липня 2020 року, в результаті адміністративно-територіальної реформи та ліквідації   Синельниківського (1923—2020) району, село увійшло до складу новоутвореного Синельниківського району.

## Географія
Село Лугове знаходиться на лівому березі річки Татарка, нижче за течією на відстані 1,5 км розташоване село Широкосмоленка, на протилежному березі — село Дерезувате. Поруч проходять автомобільна дорога М18 (E105) і Т 0425.